# Fleur cyclique
Pour les articles homonymes, voir cyclique.

Disposition spiralée et verticillée des organes végétatifs ou floraux, selon les règles de phyllotaxie.

Une fleur cyclique est une fleur verticillée dont les pièces florales (étamines, pétales, sépales, carpelles) sont disposées en cycles successifs.
Le cycle, ou verticille, est l'insertion circulaire des pièces sur l'axe floral. L'insertion en spirale est dite « acyclique ».

## Fleur n-cyclique
Le nombre de cycles (fleur n-cyclique) est le nombre de verticilles qui composent la fleur complète alors que le nombre de pièces par cycle (fleur n-mère) désigne le nombre de pièces florales dans un verticille.
Une fleur « tétracyclique » est composée de quatre verticilles : le périanthe composé lui-même de deux verticilles le calice (sépales) et la corolle (pétales), l'androcée (étamines) et le gynécée ou pistil (carpelles).
Par exemple, les fleurs des Apiacées, des Apocynacées et des Oléacées sont tétracycliques.
Lorsque l'androcée comporte deux rangs d'étamines au lieu d'un, la fleur est « pentacyclique » car elle comporte un verticille supplémentaire. Par exemple, les fleurs des Amaryllidacées, des Éricacées, des Fabacées (Légumineuses) et des Liliacées sont pentacycliques.
Une fleur dont une partie des pièces est insérée en verticilles et l'autre en spirale est dite « hémicyclique », « spirocyclique » ou « spiralo-cyclique ».
Par exemple, les fleurs des Nymphéacées sont spirocycliques.
Le nombre de pièces par cycle est nommé dimère, trimère, tétramère, pentamère... selon que le verticille comporte deux, trois, quatre ou cinq pièces florales.
Par exemple, pour la fleur des monocotylédones, la formule florale de trois sépales, trois pétales, deux rangées de trois étamines et trois carpelles est celle d'une fleur « pentacyclique trimère ».

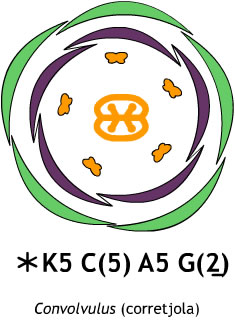
Diagramme floral d’une fleur tétracyclique : Convolvulus sp.
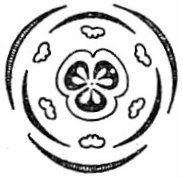
Diagramme floral d’une fleur pentacylique : Fritillaria sp.